# Sideroxylon
Sideroxylon, biljni rod tvrdog drveća iz porodice zapotovki. Pripada mu 81 vrsta Rasprostranjenih po Aziji, Africi i Americi, i to 49 spp. tropska Amerika od južnog SAD-a do Argentine i Zapadne Indije; 6 Afrika; 6 Madagaskar; 8 Maskareni, 2 Makaronezija, 4 Azija; 1 od južne Etiopija u sjeverozapadnog Pakistana.
Sideroxylon je porijeklom uglavnom iz toplijih područja Sjeverne i Južne Amerike. Biljke obično imaju gumeni ili mliječni sok i izuzetno tvrdo drvo. Grane mogu biti trnovite, s alternativnim listovima koji su cijeli (glatkih rubova).
Generičko ime potječe od grčkih riječi σιδηρος (sideros), što znači "željezo", i ξύλον (xylon), što znači "drvo".

## Ekologija
Nekoliko je vrsta postalo rijetko zbog sječe i drugih oblika uništavanja staništa. “Tambalacoque” (S. grandiflorum) s Mauricijusa bio je pogođen izumiranjem ptica koje su raznosile njegovo sjeme; sugerirano je da je vrsta u potpunosti ovisila o dodou (Raphus cucullatus) u tu svrhu i da je skoro postala žrtva suizumiranja, ali to nije točno. Ovod rveće daje hranu za ličinke određenih Lepidoptera, kao što je moljac Urodus parvula kao i nekoliko vrsta Coleoptera iz roda Plinthocoelium, poznatih kao “bumelia svrdlaši”.

## Vrste
1. Sideroxylon acunae (Borhidi) T.D.Penn.
2. Sideroxylon alachuense Anderson
3. Sideroxylon altamiranoi (Rose & Standl.) T.D.Penn.
4. Sideroxylon americanum (Mill.) T.D.Penn.
5. Sideroxylon anomalum (Urb.) T.D.Penn.
6. Sideroxylon beguei R.Capuron ex Aubrév.
7. Sideroxylon bequaertii De Wild.
8. Sideroxylon betsimisarakum Lecomte
9. Sideroxylon borbonicum A.DC.
10. Sideroxylon boutonianum A.DC.
11. Sideroxylon brucebenzii Cuevas & A.Vázquez
12. Sideroxylon bullatum (R.A.Howard & Proctor) T.D.Penn.
13. Sideroxylon canariense Leyens, Lobin & A.Santos
14. Sideroxylon capiri (A.DC.) Pittier
15. Sideroxylon capuronii Aubrév.
16. Sideroxylon cartilagineum (Cronquist) T.D.Penn.
17. Sideroxylon celastrinum (Kunth) T.D.Penn.
18. Sideroxylon cinereum Lam.
19. Sideroxylon cochranei A.Vázquez & Santana Mich.
20. Sideroxylon contrerasii (Lundell) T.D.Penn.
21. Sideroxylon cubense (Griseb.) T.D.Penn.
22. Sideroxylon dominicanum (Whetstone & T.A.Atk.) T.D.Penn.
23. Sideroxylon durifolium (Standl.) T.D.Penn.
24. Sideroxylon ekmanianum (Urb.) Bisse, J.E.Gut. & Iglesias
25. Sideroxylon eriocarpum (Greenm. & Conzatti) T.D.Penn.
26. Sideroxylon eucoriaceum (Lundell) T.D.Penn.
27. Sideroxylon eucuneifolium (Lundell) T.D.Penn.
28. Sideroxylon excavatum T.D.Penn.
29. Sideroxylon fimbriatum Balf.f.
30. Sideroxylon floribundum Griseb.
31. Sideroxylon foetidissimum Jacq.
32. Sideroxylon galeatum (A.W.Hill) Baehni
33. Sideroxylon gerrardianum (Hook.f.) Aubrév.
34. Sideroxylon grandiflorum A.DC.
35. Sideroxylon hirtiantherum T.D.Penn.
36. Sideroxylon horridum (Griseb.) T.D.Penn.
37. Sideroxylon ibarrae (Lundell) T.D.Penn.
38. Sideroxylon inerme L.
39. Sideroxylon jubilla (Ekman ex Urb.) T.D.Penn.
40. Sideroxylon lanuginosum Michx.
41. Sideroxylon leucophyllum S.Watson
42. Sideroxylon lycioides L.
43. Sideroxylon macrocarpum (Nutt.) J.R.Allison
44. Sideroxylon majus (C.F.Gaertn.) Baehni
45. Sideroxylon marginatum (Decne. ex Webb) Cout.
46. Sideroxylon mascatense (A.DC.) T.D.Penn.
47. Sideroxylon mirmulano R.Br.
48. Sideroxylon moaense (Bisse & J.E.Gut.) J.E.Gut.
49. Sideroxylon montanum (Sw.) T.D.Penn.
50. Sideroxylon nadeaudii (Drake) Smedmark & Anderb.
51. Sideroxylon nervosum Wall.
52. Sideroxylon obovatum Lam.
53. Sideroxylon obtusifolium (Roem. & Schult.) T.D.Penn.
54. Sideroxylon occidentale (Hemsl.) T.D.Penn.
55. Sideroxylon octosepalum (Urb.) T.D.Penn.
56. Sideroxylon palmeri (Rose) T.D.Penn.
57. Sideroxylon peninsulare (Brandegee) T.D.Penn.
58. Sideroxylon persimile (Hemsl.) T.D.Penn.
59. Sideroxylon picardae (Urb.) T.D.Penn.
60. Sideroxylon polynesicum (Hillebr.) Smedmark & Anderb.
61. Sideroxylon portoricense Pierre
62. Sideroxylon puberulum A.DC.
63. Sideroxylon reclinatum Michx.
64. Sideroxylon repens (Urb. & Ekman) T.D.Penn.
65. Sideroxylon retinerve T.D.Penn.
66. Sideroxylon rotundifolium (Sw.) T.D.Penn.
67. Sideroxylon rubiginosum T.D.Penn.
68. Sideroxylon rufohirtum Herring & Judd
69. Sideroxylon salicifolium (L.) Lam.
70. Sideroxylon saxorum Lecomte
71. Sideroxylon sessiliflorum (Poir.) Capuron ex Aubrév.
72. Sideroxylon socorrense (Brandegee) T.D.Penn.
73. Sideroxylon stenospermum (Standl.) T.D.Penn.
74. Sideroxylon stevensonii (Standl.) Standl. & Steyerm.
75. Sideroxylon st-johnianum (H.J.Lam & B.Meeuse) Smedmark & Anderb.
76. Sideroxylon tambolokoko Aubrév.
77. Sideroxylon tenax L.
78. Sideroxylon tepicense (Standl.) T.D.Penn.
79. Sideroxylon thornei (Cronquist) T.D.Penn.
80. Sideroxylon verruculosum (Cronquist) T.D.Penn.
81. Sideroxylon wightianum Hook. & Arn.